# 건형 (동오)
건형(建衡)은 중국 손오(孫吳) 말제(末帝)의 네 번째 연호이다. 269년 10월에서 271년까지 2년 3개월 동안 사용하였다.
같은 시기에 사용된 다른 연호로는 서진(西晉)에서 사용한 태시(泰始 : 265년 ~ 274년)가 있다.

## 연대대조표
| 건형                | 원년           | 2년        | 3년        |
| 서력                | 269년          | 270년      | 271년      |
| 육십간지 (六十干支) | 기축(己丑)     | 경인(庚寅) | 신묘(辛卯) |
| 서진 (西晉)         | 태시(泰始) 5년 | 6년        | 7년        |

## 같이 보기
- 중국의 연호

| 이전 연호 보정(寶鼎) | 중국의 연호 손오(孫吳) | 다음 연호 봉황(鳳凰) |